# Pagoda
La pagoda è una torre di diversi piani ciascuno dei quali dotato di un proprio tetto a falde spioventi con gli spigoli inferiori curvati verso l'alto, generalmente di forma quadrangolare o ottagonale.

## Etimologia
La parola deriva probabilmente dal cinese per "torre a otto angoli" (八角塔S, bā jiǎo tǎP); secondo alcune fonti buddiste invece dal sanscrito "dhatu garba", in singalese "dagoba" (stupa) e che in birmano avrebbe assunto la forma attuale. Altre possibili etimologie sono il dravidico pagodi o pagavadi, uno dei nomi della dea Kālī derivato dal sanscrito bhagavati ("dea"), e il persiano butkada ("tempio").
Secondo il Dictionnaire historique de la langue française di Alain Rey, il primo uso del termine è in uno scritto portoghese del 1516; successivamente entrò in uso nel francese nel 1545 per indicare tutti i templi delle religioni orientali, e da lì si diffuse in tutte le lingue europee.

## Finalità

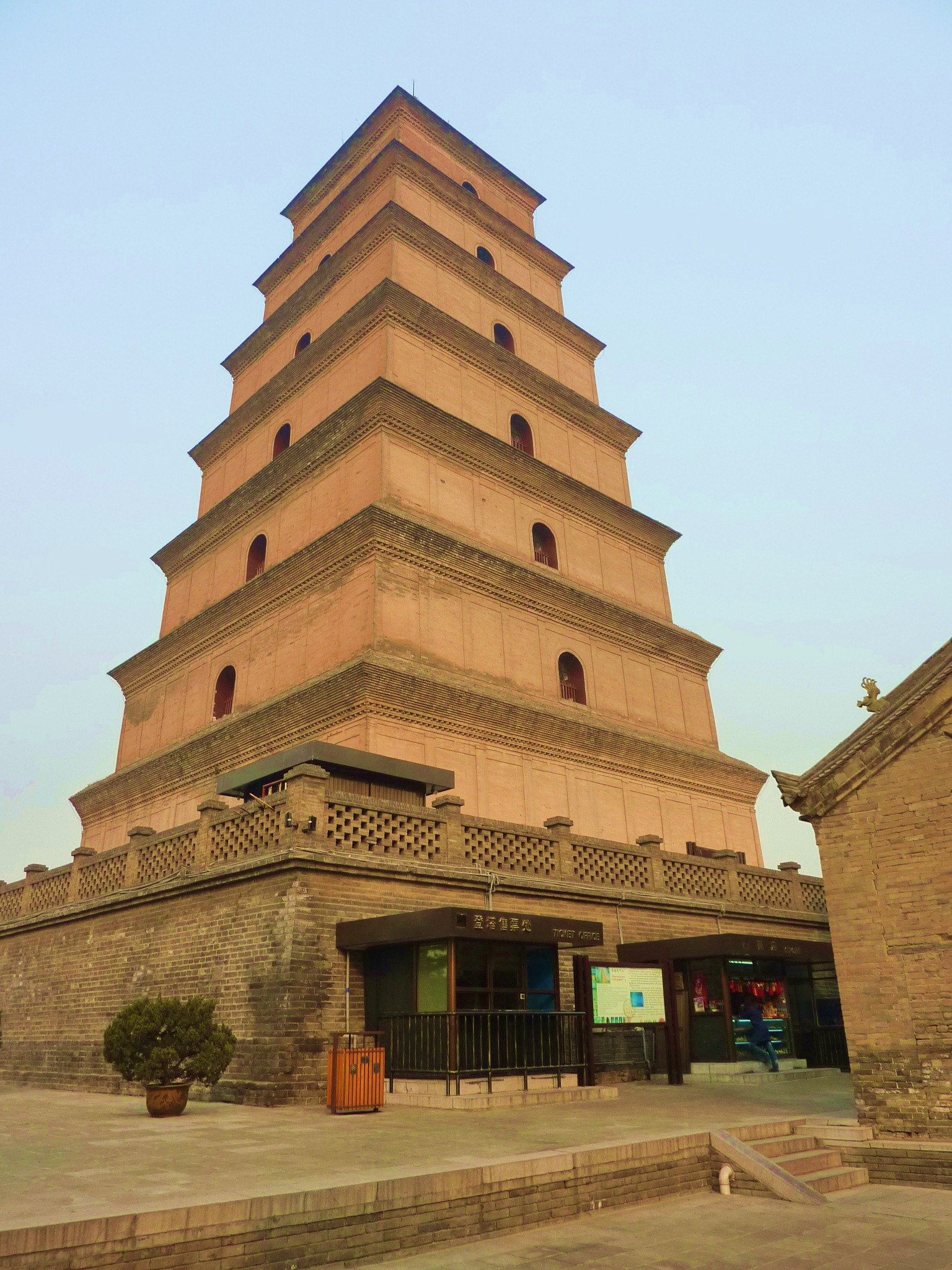
La Grande Pagoda dell'Oca Selvatica di Xi'an, Cina.

È un edificio principalmente, ma non esclusivamente, destinato a scopi religiosi, comune soprattutto in Cina, Corea, Giappone e Nepal; in Thailandia inoltre il nome è usato anche per riferirsi ad altri luoghi di culto. Si tratta di un'evoluzione dello stupa indiano, il quale però aveva come scopo principale quello di ospitare reliquie sacre; nel corso della storia gli stupa seguirono il Buddismo nella sua espansione, perdendo in parte il significato originario e adattando la propria architettura ai vari paesi (gli stupa più antichi erano semplici cumuli di terra).
Un'altra delle funzioni della pagoda è probabilmente quello di attirare i fulmini: ciò avviene spesso a causa della loro altezza e per via del pennacchio appuntito presente sulla cima, spesso decorato con motivi religiosi, che agisce da vero e proprio parafulmine. Scaricando l'energia dei fulmini sulla pagoda si mettevano al sicuro le altre aree del tempio vicino, non di rado fatto di legno.
Sebbene la maggioranza delle pagode avesse scopo religioso, la forma dell'edificio, che consentiva di raggiungere grandi altezze, è stata utilizzata anche per altri scopi; ad esempio come torri di avvistamento, come fari, ecc.

## Pagoda giapponese

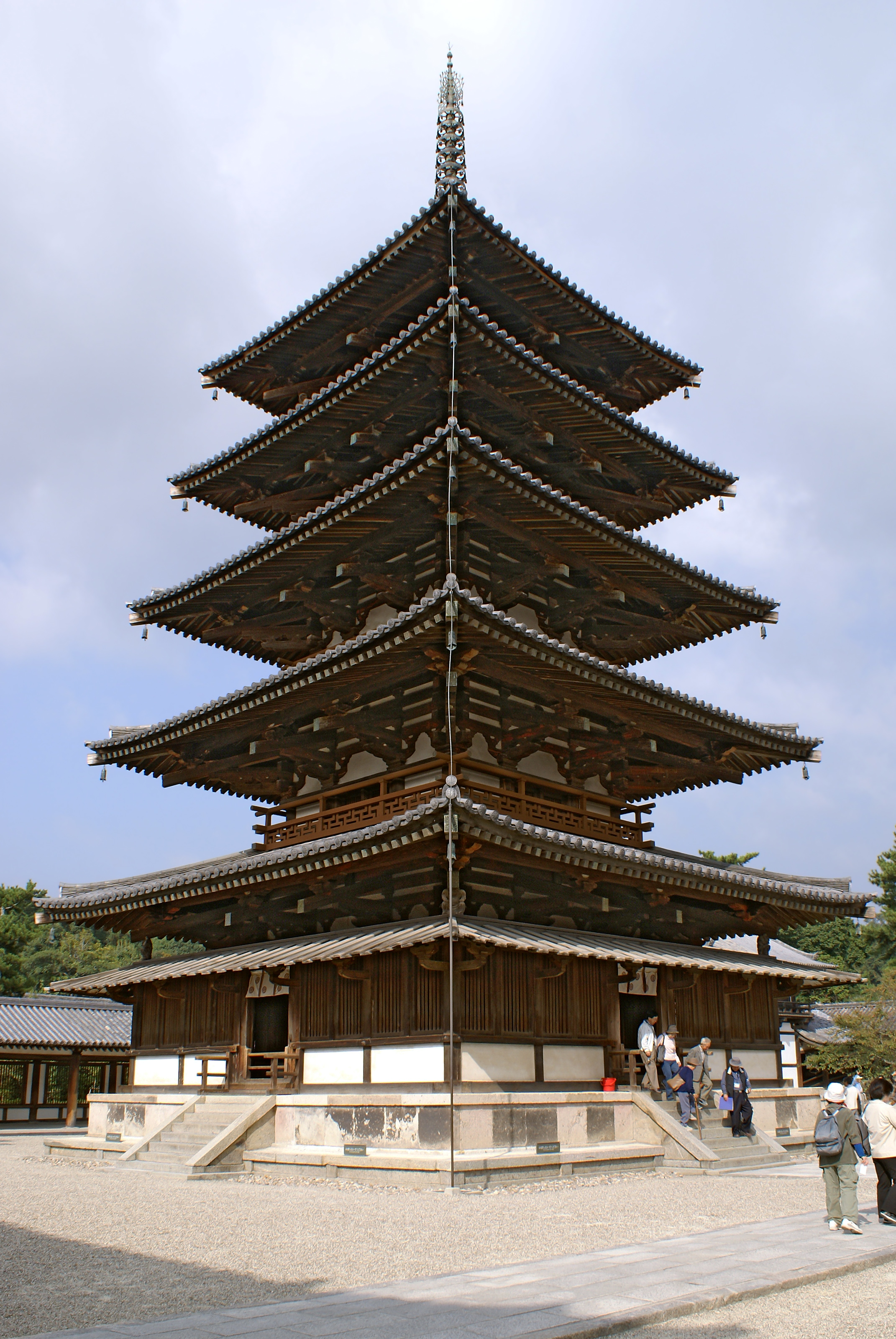
La pagoda del tempio di Hōryū-ji a Nara è in assoluto la più antica pagoda in legno del Giappone, nonché un chiaro esempio della classica pagoda a cinque piani giapponese.

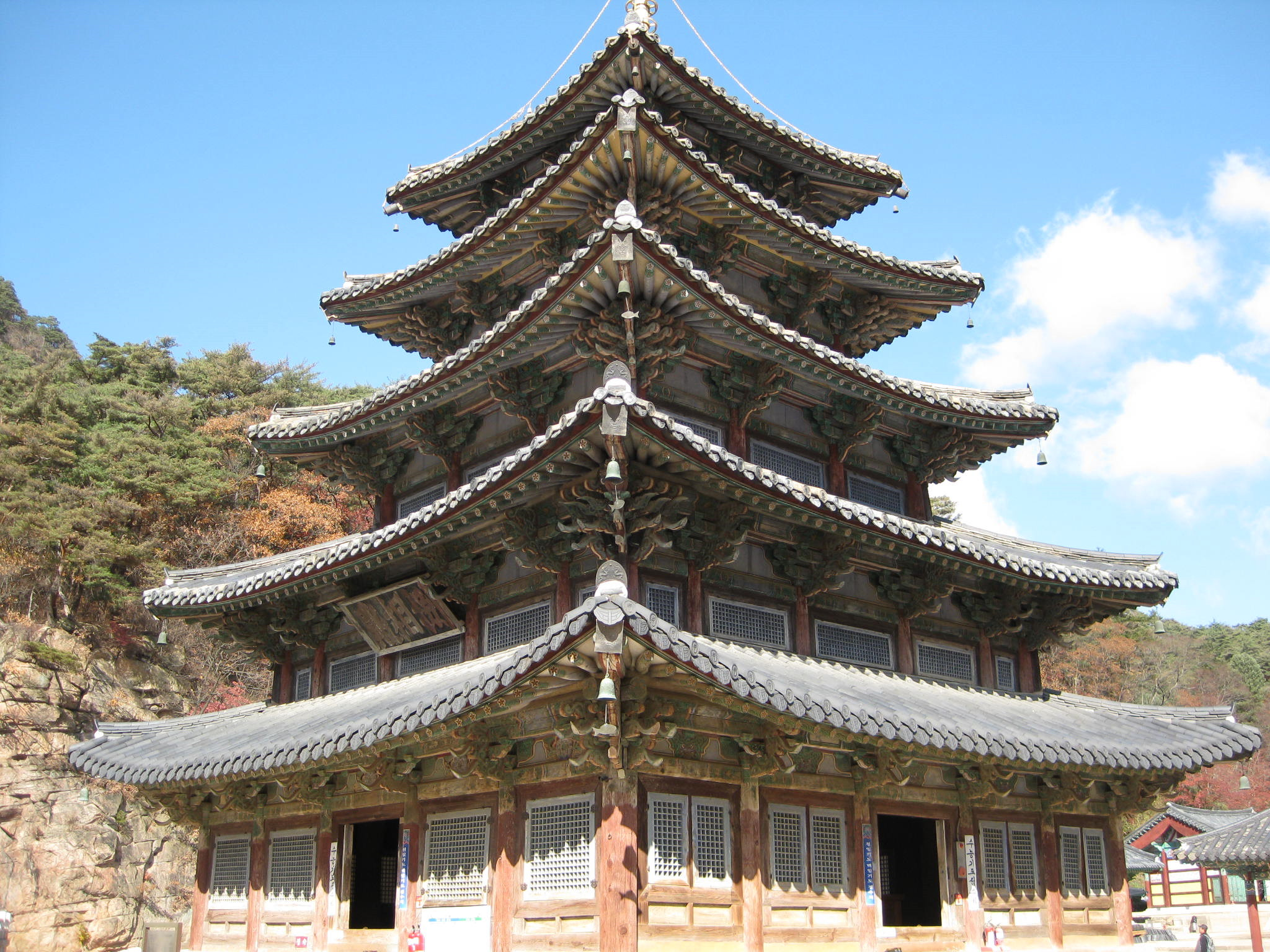
La pagoda del tempio di Beopjusa, in Corea del Sud, unica superstite in legno del Paese, mostra molte delle caratteristiche che saranno poi riprese nella pagoda giapponese, come il numero dei piani (cinque), la loro forma (quadrata) e il complesso sistema di mensole e travature.

La pagoda giapponese (塔 tō?) è la variante presente in Giappone del caratteristico edificio diffuso nell'Asia orientale, ed è una delle parti essenziali e più caratteristiche dell'architettura religiosa del Paese.
La pagoda giapponese è una struttura architettonica derivata dalla stupa indiana. Nel corso del tempo, la struttura della stupa subì delle modifiche, adattandosi allo stile e alla tradizione architettonica delle diverse culture incontrate, pur mantenendo il suo significato e la sua simbologia pressoché invariati. Nel VI secolo il Buddismo giunse in Giappone e la sua architettura tipica fu introdotta con esso. La pagoda cinese si modificò passando da una struttura a forma di cupola a un edificio su più piani, grazie alla disponibilità di legname e alla tecnica superiore nella lavorazione del legno della Cina. La pagoda giapponese si sviluppò unendo le tecniche di lavorazione importate con quelle peculiari già in loro possesso e con l'ottimo legno presente nella loro patria.
La pagoda giapponese è un edificio a forma di torre divisa su più piani e con vari tetti sovrapposti, caratterizzata dall'uso del legno come materiale da costruzione. Le coperture dei tetti possono essere fatte di tegole o di uno strato compatto e pettinato di erbe. La forma e il numero dei piani sono meno varie rispetto alla pagoda cinese, ma la geometria dei piani è derivata da quella coreana. Facciate e tetti decrescono in ampiezza e altezza, mentre moduli e proporzioni matematiche regolano l'insieme. La pagoda giapponese è sormontata da un alto pinnacolo che conferisce spinta ascensionale e stabilità all'intera struttura.

## Esempi
- La Grande Pagoda dell'Oca Selvatica fu costruita nel 652 a Xi'an in Cina per ospitare i sutra e le immagini di Buddha introdotte nel Paese dal monaco Xuánzàng al ritorno dal suo viaggio in India.
- La pagoda di Daqin, costruita dai nestoriani a Zhouzhi nello Shaanxi, è la più antica struttura cristiana ancora esistente in Cina.
- La pagoda a cinque piani del tempio Shingon di Tō-ji a Kyōto è la più alta torre in legno del Giappone.
- La Grande pagoda dei Kew Gardens nel Regno Unito fu progettata in stile cinese da William Chambers, che in gioventù aveva studiato architettura in Cina.
- La pagoda Hoang Phuc costruita più di 700 anni fa é una delle più antiche pagoda del Vietnam centrale.